# 橘みもざ
橘 みもざ（たちばな みもざ）は日本の女性声優。主にアダルトゲームに声をあてている。

## 出演作品
太字は主役・メインキャラクター

### ゲーム

#### 2009年
- 学園征服計画（水瀬優希）[1]
- 姉妹淫墜 〜報復の錬金取引〜（禍摘霊那）[2]
- Spicy Spycy!（カスミ・M）[3]
- 秘蹟神姫アルカナセイバー（霧雨瑠架／サーティーン）[4]

#### 2010年
- イカセ屋平次 〜性姦マッサぢごく〜（野本カナン）[5]
- 狂った教頭2 〜この支配からの卒業〜
- サナトリウムの雌豚（零号被験体:零）[6]

#### 2011年
- 姦獄島（桐野頼子）[7]
- 禁親相愛 〜母に恋した僕〜（月読宴）[8]
- ディバインハート・マキナ -敗辱の淫墜戦士-（来須 亜里亜／デモニックギア・アリア）[9]
- ナンパ生ハメ 中出し万歳4（金石菜々美）[10]
- 虜縛 〜背徳のアトリエ〜（及川美咲）[11]